# Понтеба
Понтеба (итал. Pontebba) је насеље у Италији у округу Удине, региону Фурланија-Јулијска крајина.
Према процени из 2011. у насељу је живело 1109 становника. Насеље се налази на надморској висини од 562 м.

## Становништво
Према резултатима пописа становништва 2011. у општини је живело 1.503 становника.
| 1936. | 1951. | 1961. | 1971. | 1981. | 1991. | 2001. | 2011. |
| ----- | ----- | ----- | ----- | ----- | ----- | ----- | ----- |
| 3.703 | 3.931 | 3.561 | 3.013 | 2.502 | 2.206 | 1.768 | 1.503 |